# Малиновские Луга
Мали́новские Луга́ — посёлок в Орехово-Зуевском муниципальном районе Московской области. Входит в состав сельского поселения Верейское. Население — 67 чел. (2010).

## География
Посёлок Малиновские Луга расположен в северной части Орехово-Зуевского района около Кабановского озера, примерно в 2 км к юго-западу от города Орехово-Зуево. Высота над уровнем моря 114 м. Ближайший населённый пункт — посёлок Кабановская Гора.

## История
Образован как посёлок совхоза «Орехово-Зуевский». В 2002 году переименован в посёлок Малиновские Луга, по расположению при лугах, тянущихся от деревни Малиново.
До муниципальной реформы 2006 года посёлок входил в состав Верейского сельского округа Орехово-Зуевского района.

## Население
По переписи 2002 года в посёлке проживало 81 человек (35 мужчин, 46 женщин).
| 2002 | 2006 | 2010 |
| ---- | ---- | ---- |
| 81   | ↗115 | ↘67  |